# Cecil Harmsworth
Cecil Bisshopp Harmsworth (23 septembre 1869 - 13 août 1948), est un homme d'affaires britannique et homme politique libéral. Il est sous-secrétaire d'État au ministère de l'Intérieur en 1915 et sous-secrétaire d'État aux Affaires étrangères entre 1919 et 1922.

## Jeunesse
Il est né à Alexandra Terrace, St John's Wood, Londres, le troisième fils d'Alfred Harmsworth (1837-1889) et Geraldine Mary, fille de William Maffett. Il est le frère cadet des propriétaires de journaux Alfred Harmsworth, 1er vicomte Northcliffe et Harold Harmsworth, 1er vicomte Rothermere, et le frère aîné de Sir Leicester Harmsworth, 1er baronnet et de Sir Hildebrand Harmsworth, 1er baronnet. Il a également quatre autres jeunes frères et quatre sœurs. Il fait ses études à la St Marylebone Grammar School et au Trinity College de Dublin.

## Carrière
Il est le candidat libéral lors de l'élection partielle de 1901 pour la circonscription de North East Lanarkshire, mais il perd face au candidat libéral unioniste. Il est élu à la Chambre des communes pour Droitwich en 1906, un siège qu'il occupe jusqu'à sa défaite aux élections générales de janvier 1910,. Il réintègre la Chambre des communes en tant que représentant de Luton lors d'une élection partielle de 1911 et continue de siéger pour la circonscription jusqu'en 1922 . Il est Secrétaire parlementaire privé de Walter Runciman entre 1911 et 1915, puis est brièvement sous-secrétaire d'État au ministère de l'Intérieur entre février et mai 1915. Cependant, il ne fait pas partie du gouvernement de coalition formé par Asquith en mai 1916.
Après que David Lloyd George soit devenu Premier ministre en décembre 1916, Harmsworth est membre du Secrétariat du Premier ministre entre 1917 et 1919 et sous-secrétaire d'État aux Affaires étrangères entre 1919 et 1922 au sein du gouvernement de coalition de Lloyd George. Il sert également brièvement en tant que ministre par intérim du blocus en 1919. En 1939, il est élevé à la pairie en tant que baron Harmsworth, d'Egham dans le comté de Surrey. Il est un orateur régulier à la Chambre des lords, prononçant son dernier discours en juin 1945.
En dehors de sa carrière politique, Harmsworth est directeur de Amalgamated Press et président d'Associated Newspapers, fondé par son frère Alfred Harmsworth. Il publie Pleasure and Problem in South Africa (1908), Immortals at First Hand (1933) et A Little Fishing Book (1942).
Il achète la maison du Dr Johnson et la transforme en musée ouvert au public. Il est également un membre actif du Sylvan Debating Club, fondé par son père, et en a été le trésorier.

## Famille
Lord Harmsworth épouse sa cousine Emilie Alberta, fille de William Hamilton Maffett, en 1897. Sa femme est née en 1873 et décédée en 1942. Lord Harmsworth lui survit pendant six ans et est décédé en août 1948, à l'âge de 78 ans. Il est remplacé dans la baronnie par son fils Cecil.